# Anchietea pyrifolia
Anchietea pyrifolia är en violväxtart som beskrevs av Augustin François César Prouvençal de Saint-Hilaire.
Anchietea pyrifolia ingår i släktet Anchietea och familjen violväxter. Utöver nominatformen finns också underarten Anchietea pyrifolia hilariana.